# This Is Going to Hurt
This Is Going to Hurt é uma minissérie britânica de drama médico criada por Adam Kay, baseada no seu livro de mesmo nome. O programa foi co-produzido pela BBC e AMC. É estrelado por Ben Whishaw e Ambika Mod. Foi ao ar na BBC One e BBC iPlayer em 8 de fevereiro de 2022. Nos Estados Unidos, começou a ser exibida no AMC+ em 2 de junho de 2022.

## Enredo
Situada em Londres em 2006, This Is Going to Hurt se concentra em um grupo de jovens médicos trabalhando em uma movimentada enfermaria de obstetrícia e ginecologia localizada em um hospital do Serviço Nacional de Saúde. A série explora completamente os efeitos emocionais que o trabalho em um ambiente hospitalar tem sobre sua equipe.

## Elenco
- Ben Whishaw como Adam Kay[2]
- Ambika Mod como Shruti Acharya[2]
- Alex Jennings como Nigel Lockhart[2]
- Michele Austin como Tracy[2]
- Rory Fleck Byrne como Harry Muir[2]
- Ashley McGuire como Vicky Houghton[2]
- Kadiff Kirwan como Julian[2]
- Harriet Walter como Veronique[2]
- Josie Walker como Trace[3]
- Philippa Dunne como Ria[3]
- Michael Workeye como Ben[3]
- Tom Durant-Pritchard como Greg[2]
- Alice Orr-Ewing como Emma[4]
- Hannah Onslow como Erika Van Hegen[2]
- Rosie Akerman como Paula Van Hegen[3]
- George Somner como Al
- Agata Jarosz como Agnieska[3]
- Yasmin Wilde como Benilda[3]
- James Corrigan como Welly[3]
- Sophie Winkleman como Kathleen Mullender[3]
- The Vivienne como a Drag Queen
- Dywayne Thomas como Liam Henry

## Recepção
No Rotten Tomatoes a série detém um índice de 95% de aprovação com base em 43 resenhas com uma nota média de 9/10. O consenso dos críticos do site diz: "A performance elétrica de Ben Whishaw de um médico exausto fortalece This Is Going to Hurt, um drama inteligente cheio de humor e dor". O Metacritic, que usa uma média ponderada, atribuiu uma pontuação de 91 em 100 com base em 20 avaliações, indicando "aclamação universal".

## Prêmios e indicações
| Ano  | Prêmio                                         | Categoria                                                     | Indicado(s)                                                                             | Resultado | Ref.   |
| ---- | ---------------------------------------------- | ------------------------------------------------------------- | --------------------------------------------------------------------------------------- | --------- | ------ |
| 2022 | Gotham Awards                                  | Melhor Série Revelação - Long Form                            | This is Going to Hurt                                                                   | Indicado  | [ 6 ]  |
| 2022 | Gotham Awards                                  | Melhor Performance em uma Nova Série                          | Ben Whishaw                                                                             | Venceu    | [ 6 ]  |
| 2022 | National Television Awards                     | Melhor Novo Drama                                             | This is Going to Hurt                                                                   | Indicado  | [ 7 ]  |
| 2022 | Rose d'Or                                      | Melhor Drama                                                  | This is Going to Hurt                                                                   | Indicado  | [ 8 ]  |
| 2022 | Royal Television Society Craft & Design Awards | Melhor Direção – Drama                                        | Lucy Forbes                                                                             | Venceu    | [ 9 ]  |
| 2022 | Royal Television Society Craft & Design Awards | Melhor Trilha Sonora - Drama                                  | Steve Browell, Nina Rice, Jamie Selway, Adam Horley                                     | Venceu    | [ 9 ]  |
| 2022 | Satellite Awards                               | Melhor Minissérie ou Telefilme                                | This is Going to Hurt                                                                   | Indicado  | [ 10 ] |
| 2022 | TV Choice Awards                               | Melhor Novo Drama                                             | This is Going to Hurt                                                                   | Indicado  |        |
| 2022 | TV Choice Awards                               | Melhor Ator                                                   | Ben Whishaw                                                                             | Indicado  |        |
| 2022 | Venice TV Awards                               | Melhor Minissérie ou Telefilme                                | This Is Going to Hurt                                                                   | Indicado  |        |
| 2023 | British Academy Television Awards              | Melhor Minissérie                                             | Adam Kay, Jane Featherstone, Naomi de Pear, James Farrell, Holly Pullinger, Lucy Forbes | Indicado  | [ 11 ] |
| 2023 | British Academy Television Awards              | Melhor Ator                                                   | Ben Whishaw                                                                             | Venceu    | [ 11 ] |
| 2023 | British Academy Television Craft Awards        | Melhor Direção: Ficção                                        | Adam Kay                                                                                | Indicado  | [ 11 ] |
| 2023 | British Academy Television Craft Awards        | Melhor Roteiro: Drama                                         | Adam Kay                                                                                | Venceu    | [ 11 ] |
| 2023 | British Academy Television Craft Awards        | Melhor Elenco com Roteiro                                     | Nina Gold, Martin Ware                                                                  | Venceu    | [ 11 ] |
| 2023 | British Academy Television Craft Awards        | Melhor Edição: Ficção                                         | Selina MacArthur                                                                        | Venceu    | [ 11 ] |
| 2023 | Critics' Choice Awards                         | Melhor Minissérie                                             | This is Going to Hurt                                                                   | Indicado  | [ 12 ] |
| 2023 | Critics' Choice Awards                         | Melhor Ator em Série Limitada ou Filme Feito para a Televisão | Ben Whishaw                                                                             | Indicado  | [ 12 ] |
| 2023 | Independent Spirit Awards                      | Melhor Performance Principal em uma Nova Série com Roteiro    | Ben Whishaw                                                                             | Indicado  | [ 13 ] |
| 2023 | Royal Television Society Programme Awards      | Melhor Atriz Coadjuvante                                      | Ambika Mod                                                                              | Venceu    | [ 14 ] |